# فيلق فلاك

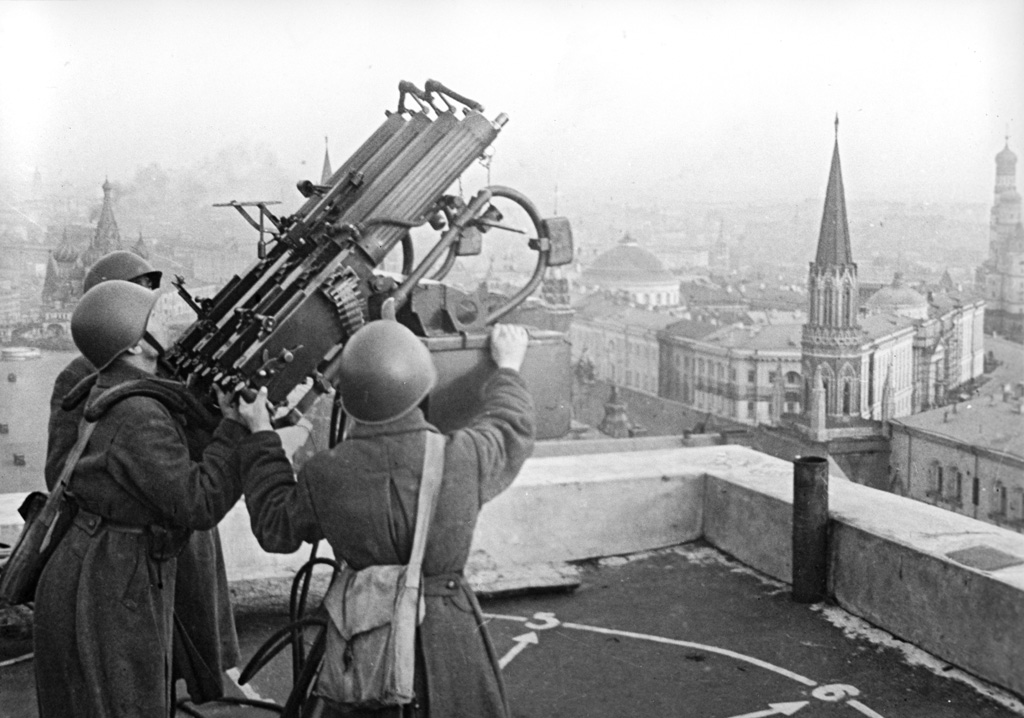

فيلق فلاك (بالألمانية: Flakkorps)‏ كان عبارة عن تشكيل مدفعية مضادة للطائرات (AA) تم استخدامه من قبل لوفتفافه لعمليات مكافحة الطائرات والدبابات ومكافحة الحرائق في الحرب العالمية الثانية. كان Flakkorps منظمة مرنة تتكون من عدد متنوع من أفواج أو ألوية أو فرق AA. كان مكافئًا تقريبًا في قوة لواء أو فرقة. نظمت ألمانيا ما مجموعه ستة فيلق قشاري خلال الحرب. في حين أن الفيلق الواقي يهدف إلى دعم الوحدات الأرضية بنيران مركزة مضادة للطائرات، في كثير من الحالات، قدم أيضًا دعمًا مضادًا للدبابات. 

## التاريخ
فيلق فلاك لم يكن موجودًا قبل الحرب العالمية الثانية. حتى نهاية الحرب، نظمت ألمانيا في نهاية المطاف ما مجموعه ستة فيلق متقلبة، تم ترقيمهم من الأول إلى السادس،  بالإضافة إلى فيلق واحد خاص قصير العمر. 
تم تشكيل الفيلق الأول والثاني في 3 أكتوبر 1939.  قاموا بتجميع كتائب AA المتنقلة الموجودة سابقًا من أجل تركيز قوتهم النارية بشكل ساحق في نقاط القرار في ساحة المعركة. تم استخدام السلكين الأصليين في معركة فرنسا في عام 1940، وتم تعطيلها لاحقًا. أعيد تنظيمهم من أجل الغزو الألماني لروسيا وحاربوا لبقية الحرب على الجبهة الشرقية. تم تدمير فيلق فلاك الأول في ستالينغراد وتم تشكيلها لاحقًا مرة أخرى. 
تم تشكيل الفيلق الثالث في فبراير 1944 وحارب على الجبهة الغربية. في المجموع، قاتل فيلق فلاك الثالث في نورماندي مع 27 بطارية ثقيلة و26 بطارية خفيفة وحوالي 12000 رجل. خلال القتال في نورماندي في عام 1944، تم تجهيز فيلق فلاك الثالث بمحركات على الرغم من عدم وجود جميع المركبات المرخصة.  تم تدميره في النهاية في جيب الرور في أبريل 1945. 
تم تشكيل فيلق فلاك الرابع في يوليو 1944 ودعم مجموعة الجيوش ج على الجبهة الغربية حتى استسلمت في مايو 1945. 
تم تشكيل فيلق فلاك الخامس في نوفمبر 1944 وحارب في المجر والنمسا. 
تم تشكيل فيلق فلاك السادس في فبراير 1945 وقاتل في شمال ألمانيا لدعم جيش المظليين الأول. 
الفيلق «للعمل الخاص» ( Flakkorps zb V. ) في عام 1945 للسيطرة برنامج الأسلحة الخامس.

## التنظيم
فيلق فلاك كان مؤسسات كبيرة من وحدات AA الموجودة مسبقًا (الأفواج والألوية والأقسام) بدلاً من تشكيلها كوحدات جديدة من الصفر. في عام 1943 لاحظت مخابرات الحلفاء: 
 إن فيالق فلاك هي منظمة زمن الحرب، وتشكل احتياطيًا تشغيليًا للقائد العام للقوات الجوية الألمانية. فهي يجمع بين التنقل الرائع وقوة النيران الثقيلة. يمكن استخدامها بالاقتران مع الرؤوس الحربية المؤلفة من القوات المدرعة والآلية، ومع القوات غير الآلية في إجبار المعابر النهرية ومهاجمة المواقع المحصنة. كما يمكن نشرها كمدفعية شديدة الحركة لدعم هجمات الدبابات.  
 فيلق فلاك لم يشمل غالبية قوة فلاك الألمانية. حتى لو نظرنا فقط إلى وحدات لوفتفافه الوقائية المخصصة للدعم المباشر للقوات البرية الفيرماخت، فإن معظمها لم يكن خاضعًا لسلاح فلاك. 

## الحواشي
1. ↑  Tessin, p. 363.
2. ↑  II Flakkorps نسخة محفوظة 22 يوليو 2019 على موقع واي باك مشين.
3. ↑  "Zetterling on III Flak Corps". مؤرشف من الأصل في 2004-09-20. اطلع عليه بتاريخ 2008-11-29.
4. ↑  Lone Sentry نسخة محفوظة 22 أغسطس 2019 على موقع واي باك مشين.